# بزیت
بزیت (به عربی: بزیت) یک روستا در سوریه است که در ناحیه مرکزی جسر الشغور واقع شده‌است. بزیت ۲٬۱۲۲ نفر جمعیت دارد.